# Pays-Bas au Concours Eurovision de la chanson 1956
Les Pays-Bas ont participé au premier Concours Eurovision de la chanson en 1956 à Lugano, en Suisse. Deux chansons ont été choisies lors d'une finale nationale, le Nationaal Songfestival (nl), organisée par le Nederlandse Televisie Stichting (nl) (NTS), le prédécesseur du Nederlandse Omroep Stichting (NOS).

## Processus de sélection
| no | Artiste       | Chanson               |
| -- | ------------- | --------------------- |
| 1  | Corry Brokken | Ik zei: ja            |
| 2  | Jetty Paerl   | De vogels van Holland |
| 3  | Bert Visser   | Gina mia              |
| 4  | Jetty Paerl   | De telefoon           |
| 5  | Corry Brokken | Voorgoed voorbij      |
| 6  | Bert Visser   | Meisje                |
| 7  | Corry Brokken | 't Is lente           |
| 8  | Jetty Paerl   | Mei in Parijs         |

Les chansons De vogels van Holland, chantée par Jetty Paerl, et Voorgoed voorbij, chantée par Corry Brokken, ont été choisies. Elles n'ont pas remporté le concours.
À la fin du concours, seule la chanson gagnante a été annoncée, les résultats complets ne furent jamais publiés. Les résultats des chansons ne sont donc pas connus.